# Lancaster, Texas
Lancaster [ˈlæŋkɪstər] är en stad (city) i Dallas County i Texas. Vid 2010 års folkräkning hade Lancaster 36 361 invånare. Lancaster hör till samarbetsregionen Best Southwest som staden har grundat tillsammans med tre andra förorter till Dallas, nämligen Cedar Hill, DeSoto och Duncanville.